# Hamarkameratene 1982
Questa voce raccoglie le informazioni riguardanti lo Hamarkameratene nelle competizioni ufficiali della stagione 1982.

## Rosa
| N. |                     | Ruolo | Calciatore        |
| -- | ------------------- | ----- | ----------------- |
|    | Norvegia (bandiera) | P     | Tore Antonsen     |
|    | Norvegia (bandiera) | P     | Kåre Hansen       |
|    | Norvegia (bandiera) | D     | Leif Henning Asla |
|    | Norvegia (bandiera) | D     | Knut Hagen        |
|    | Norvegia (bandiera) | D     | Ove Knutsen       |
|    | Norvegia (bandiera) | D     | Terje Kojedal     |
|    | Norvegia (bandiera) | D     | Tom Kristoffersen |
|    | Norvegia (bandiera) | D     | Knut Arild Løberg |
|    | Norvegia (bandiera) | D     | Tom Stensrud      |

| N. |                     | Ruolo | Calciatore        |
| -- | ------------------- | ----- | ----------------- |
|    | Norvegia (bandiera) | C     | Cato Erstad       |
|    | Norvegia (bandiera) | C     | Bjørn Fossum      |
|    | Norvegia (bandiera) | C     | Bjørn Skjønsberg  |
|    | Norvegia (bandiera) | C     | Tor Arne Granerud |
|    | Norvegia (bandiera) | A     | Øystein Alme      |
|    | Norvegia (bandiera) | A     | Sjur Krogstie     |
|    | Norvegia (bandiera) | A     | Per Egil Pedersen |
|    | Norvegia (bandiera) | A     | Ivar Solem        |
|    | Norvegia (bandiera) | A     | Viggo Sundmoen    |

## Risultati

### Campionato

#### Girone di andata
| Bodø 25 aprile 1982 | HamKam | 2 – 1 | Moss | Aspmyra Stadion |

| Kristiansund 2 maggio 1982 | Mjøndalen | 1 – 0 | HamKam | KFK's Stadion |

| 9 maggio 1982 | HamKam | 2 – 1 | Molde | Lassa Stadion |

| Oslo 16 maggio 1982 | Vålerengen | 4 – 2 | HamKam | Ullevaal Stadion |

| Halden 20 maggio 1982 | HamKam | 3 – 4 | Fredrikstad | Halden Stadion |

| Stavanger 24 maggio 1982 | Viking | 1 – 2 | HamKam | Stavanger Stadion |

| Kristiansund 31 maggio 1982 | HamKam | 5 – 3 | Start | KFK's Gressbane |

| Steinkjer 6 giugno 1982 | Sogndal | 1 – 2 | HamKam | Guldbergaunet Stadion |

| Hamar 13 giugno 1982 | HamKam | 1 – 0 | Lillestrøm | Briskeby Gressbane |

| Hamar 27 giugno 1982 | HamKam | 0 – 4 | Rosenborg | Briskeby Gressbane |

| Bryne 30 giugno 1982 | Bryne | 1 – 3 | HamKam | Bryne Stadion |

#### Girone di ritorno
| Moss 2 agosto 1982 | Moss | 1 – 1 | HamKam | Melløs Stadion |

| Hamar 8 agosto 1982 | HamKam | 1 – 1 | Mjøndalen | Briskeby Gressbane |

| Narvik 15 agosto 1982 | Molde | 1 – 3 | HamKam | Narvik Stadion |

| Hamar 18 agosto 1982 | HamKam | 1 – 0 | Vålerengen | Briskeby Gressbane |

| Fredrikstad 22 agosto 1982 | Fredrikstad | 0 – 1 | HamKam | Fredrikstad Stadion |

| Hamar 29 agosto 1982 | HamKam | 1 – 4 | Viking | Briskeby Gressbane |

| Kristiansand 5 settembre 1982 | Start | 1 – 3 | HamKam | Kristiansand Stadion |

| Hamar 12 settembre 1982 | HamKam | 0 – 1 | Sogndal | Briskeby Gressbane |

| Lillestrøm 26 settembre 1982 | Lillestrøm | 1 – 0 | HamKam | Åråsen Gressbane |

| Trondheim 3 ottobre 1982 | Rosenborg | 3 – 0 | HamKam | Lerkendal Stadion |

| Hamar 10 ottobre 1982 | HamKam | 0 – 1 | Bryne | Briskeby Gressbane |

### Coppa di Norvegia
|  | Gjøvik-Lyn | 0 – 4 | HamKam |  |

|  | HamKam | 2 – 0 | Brumunddal |  |

|  | Tynset | 0 – 2 | HamKam |  |

|  | Start | 4 – 0 | HamKam |  |